# Andrea Mei
Pour les articles homonymes, voir Mei.
Andrea Mei (né le 18 mai 1989 à Urbino, dans la province de Pesaro et Urbino, dans les Marches) est un footballeur italien, qui évolue au poste de défenseur.

## Palmarès
- Chievo Vérone
  - Champion de Série B en 2008.